# Мирутинська сільська рада
Миру́тинська сільська́ ра́да — адміністративно-територіальна одиниця та орган місцевого самоврядування у Славутському районі Хмельницької області. Адміністративний центр — село Мирутин.

## Загальні відомості
Мирутинська сільська рада утворена в 1944 році.
- Територія ради: 30,03 км²
- Населення ради: 1 027 осіб (станом на 2001 рік)
- Територією ради протікає річка Жариха

## Населені пункти
Сільській раді підпорядковані населені пункти:
- с. Мирутин
- с. Плоска

## Склад ради
Рада складається з 14 депутатів та голови.
- Голова ради: Мархайчук Микола Семенович
- Секретар ради: Перестюк Людмила Олексіївна

### Керівний склад попередніх скликань
| Прізвище, ім'я, по батькові | Основні відомості                                                 | Дата обрання | Дата звільнення |
| --------------------------- | ----------------------------------------------------------------- | ------------ | --------------- |
| Фещук Василь Костянтинович  | Сільський голова, 1953 року народження, безпартійний              | 26.03.2006   | 31.10.2010      |
| Мархайчук Микола Семенович  | Сільський голова, 1954 року народження, освіта вища, безпартійний | 31.10.2010   |                 |

Примітка: таблиця складена за даними сайту Верховної Ради України

### Депутати
За результатами місцевих виборів 2010 року депутатами ради стали:

#### За суб'єктами висування
| Суб'єкт висування           | Кількість обраних депутатів | %    |
| --------------------------- | --------------------------- | ---- |
| Самовисування               | 9                           | 64,3 |
| Народна партія              | 3                           | 21,4 |
| Комуністична партія України | 2                           | 14,3 |

#### За округами
| № округу                    | Прізвище, ім'я, по батькові          | Дата визнання обраним | Освіта  | Партійна приналежність            | Відомості про обраного депутата                       |
| --------------------------- | ------------------------------------ | --------------------- | ------- | --------------------------------- | ----------------------------------------------------- |
| Комуністична партія України |                                      |                       |         |                                   |                                                       |
| 7                           | Пелешок Ганна Олександрівна          | 01.11.2010            | середня | член Комуністичної партії України | тимчасово не працює                                   |
| 12                          | Давидюк Ольга Володимирівна          | 01.11.2010            | середня | член Комуністичної партії України | тимчасово не працює                                   |
| Народна Партія              |                                      |                       |         |                                   |                                                       |
| 6                           | Чапайло Валерій Петрович             | 01.11.2010            | середня | член Народної партії              | Мирутинська загальноосвітня школа I-III ст., водій    |
| 8                           | Безкоровайний Володимир Іванович     | 01.11.2010            | середня | член Народної партії              | тимчасово не працює                                   |
| 9                           | Семенчук Всеволод Якович             | 01.11.2010            | вища    | член Народної партії              | пенсіонер                                             |
| Самовисування               |                                      |                       |         |                                   |                                                       |
| 1                           | Мосіюк Володимир Миколайович         | 01.11.2010            | вища    | позапартійний                     | Мирутинська загальноосвітня школа I-III ст., директор |
| 2                           | Нікітчук Анатолій Іванович           | 01.11.2010            | вища    | позапартійний                     | Мирутинська загальноосвітня школа I-III ст., вчитель  |
| 3                           | Міщук Борис Петрович                 | 01.11.2010            | середня | позапартійний                     | тимчасово не працює                                   |
| 4                           | Маліновський Володимир Володимирович | 01.11.2010            | вища    | позапартійний                     | тимчасово не працює                                   |
| 5                           | Мархайчук Галина Михайлівна          | 01.11.2010            | вища    | позапартійна                      | Мирутинська сільська рада, бухгалтер                  |
| 10                          | Гаєвський Олександр Григорович       | 01.11.2010            | вища    | позапартійний                     | тимчасово не працює                                   |
| 11                          | Гнатенко Світлана Миколаївна         | 01.11.2010            | вища    | позапартійна                      | Плосківська загальноосвітня школа І ст., директор     |
| 13                          | Перестюк Людмила Олексіївна          | 01.11.2010            | вища    | позапартійна                      | Мирутинська сільська рада, секретар                   |
| 14                          | Макарчук Іван Данилович              | 01.11.2010            | середня | член Комуністичної партії України | пенсіонер                                             |

## Господарська діяльність
Основним видом господарської діяльності населених пунктів сільської ради є сільськогосподарське виробництво.

## Населення
За переписом населення України 2001 року в сільській раді мешкало 1007 осіб.

### Мова
Розподіл населення за рідною мовою за даними перепису 2001 року:
| Мова       | Відсоток |
| ---------- | -------- |
| українська | 98,15 %  |
| російська  | 1,85 %   |